# Шашков, Виктор Васильевич
Виктор Васильевич Шашков (12 сентября 1937, Чебаркуль, Челябинская область — 28 декабря 2016, Челябинск) — советский инженер и хозяйственный деятель, заместитель председателя Челябинского облисполкома (1990), российский политик, народный депутат России (1990—1993).

## Биография
Виктор Шашков родился 12 сентября 1937 года в Чебаркуле. В 1963 году он окончил Челябинский институт механизации и электрификации сельского хозяйства.
С 1959 года работал бригадиром, заведующим гаражом, главным инженером, а затем и директором (1975—1977) Смолинского плодопитомнического совхоза.
Впоследствии работал в сельском хозяйстве, партийным организатором, гражданским служащим: 
- 1977—1982 годы — директор овощеводческого совхоза-миллионера «Смолинский» Сосновского района, директор челябинского треста «Плодпром»,
- 1982—1984 годы — первый секретарь Увельского районного комитета КПСС,
- 1984—1985 годы — начальник областного объединения «Челябинскплодовощхоз»,
- 1985—1990 годы — первый секретарь Чебаркульского городского комитета КПСС[2] и одновременно в 1990 г. — председатель Чебаркульского районного Совета народных депутатов,
- 1990—1991 годы — заместитель председателя исполнительного комитета Челябинского областного совета.

В 1990 году Шашков был избран народным депутатом РСФСР, входил в состав фракции «Аграрный союз».
С 1993 года — президент акционерного общества «Виксер» (г. Челябинск).
Виктор Васильевич Шашков умер 28 декабря 2016 года, он похоронен на Митрофановском кладбище в Челябинске.

## Награды
Награждён орденом «Знак Почета» и медалью.